# Lachesis
Lachesis és un gènere de serps verinoses de las subfamília dels crotalins pròpies d'Amèrica.

## Taxonomia
El gènere Lachesis inclou 4 espècies:
- Lachesis acrochorda (García, 1896)
- Lachesis melanocephala Solórzano & Cerdas, 1986
- Lachesis muta (Linnaeus, 1766)
- Lachesis stenophrys Cope, 1875